# Ángeles Guerreros de Acapulco
Los Ángeles Guerreros de Acapulco fue un equipo que participó en la Liga Nacional de Baloncesto Profesional con sede en Acapulco, Guerrero, México.

## Historia
Los Ángeles Guerreros de Acapulco participarán en la Liga Nacional de Baloncesto Profesional a partir de la temporada 2013-2014.

## Jugadores

### Roster actual
Actualizado al 15 de octubre de 2013.
"Temporada 2013-2014"
- 1 O´LOUIS WELFARE MCCULLOUGH JR
- 2 MARCUS ELLIOT
- 5 MICHAEL VINCENT HUNTER
- 7 YAHIR ROBERTO MALPICA TORRES
- 8 ERIC HARE OLVERA
- 11 LUIS RAMÍREZ LORA
- 32 VÍCTOR MANUEL ÁVILA HARO
- 44 RONALD JAY SELLEAZE JR